# Diocesi di Costanza

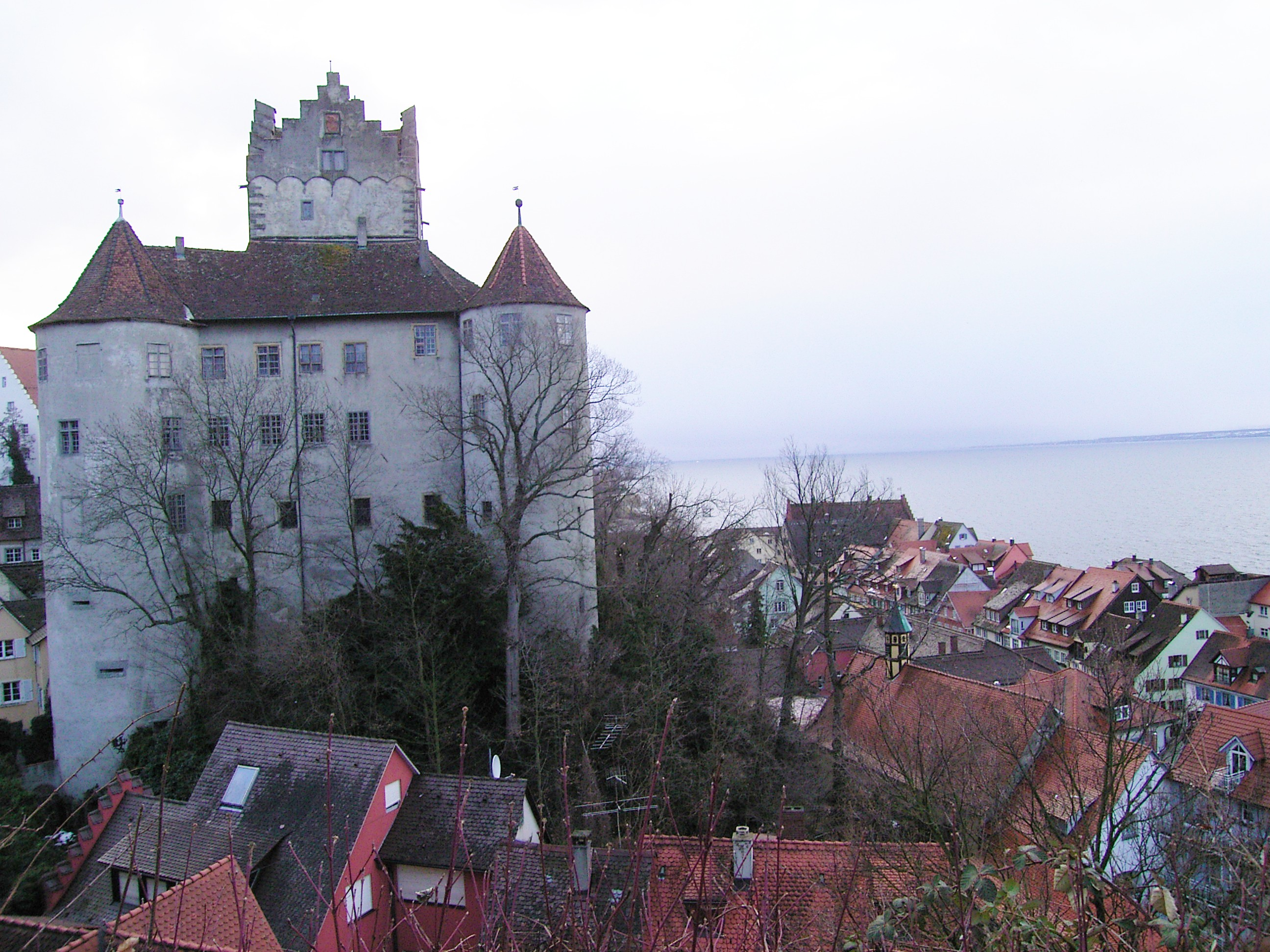
Il palazzo di Meersburg, dove risiedettero i vescovi di Costanza dopo il 1527.

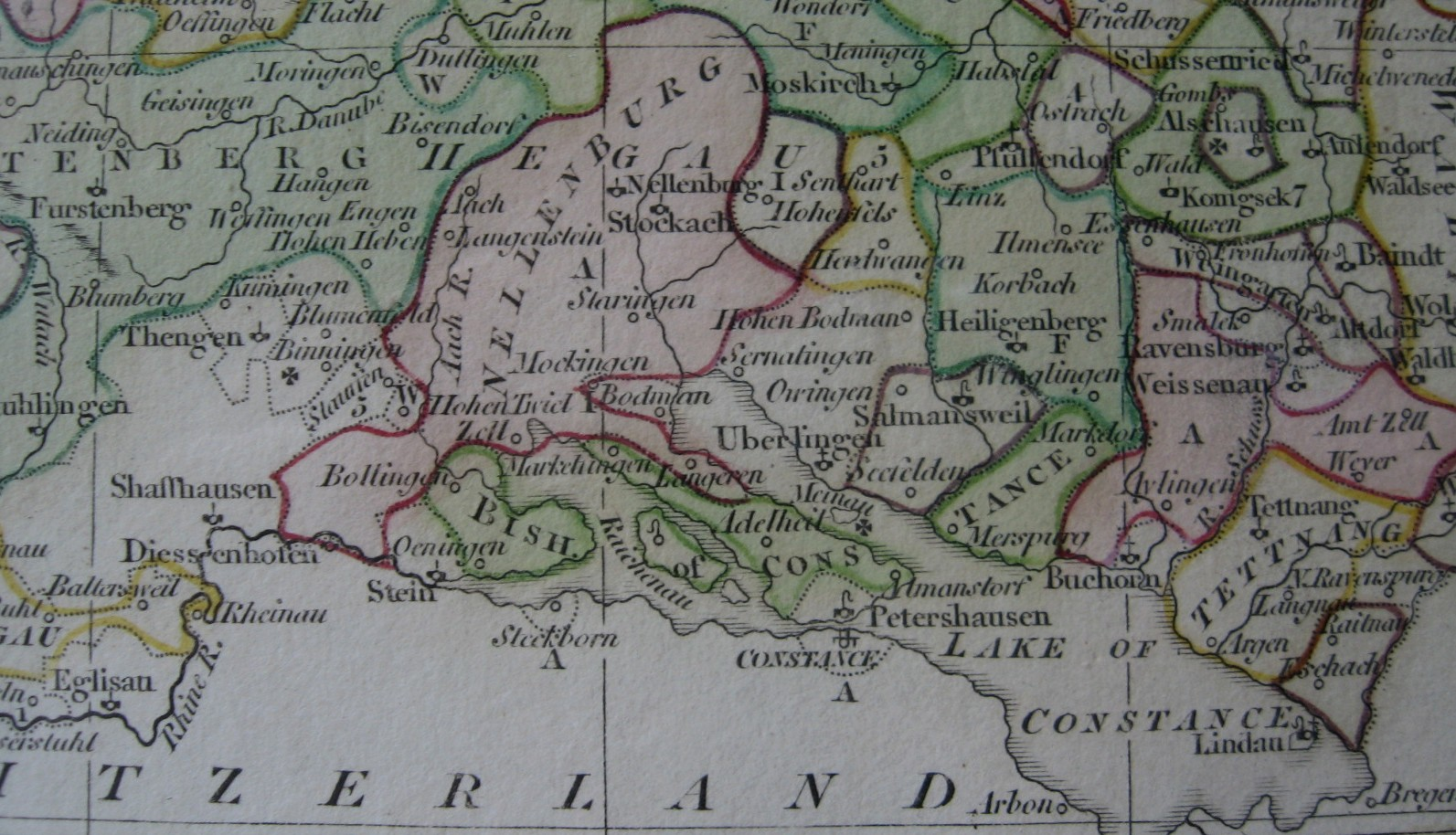
Mappa del principato vescovile di Costanza, localizzato nella parte occidentale del lago di Costanza.

La diocesi di Costanza (in latino: Dioecesis Constantiensis) è una sede soppressa della Chiesa cattolica.

## Territorio
La diocesi, una delle più vaste dell'Impero tedesco di cui era parte integrante, comprendeva parte degli odierni territori della Svizzera tedesca, del Baden-Württemberg tedesco e del Vorarlberg austriaco. Confinava a nord con le diocesi di Strasburgo, di Spira e di Würzburg; ad est con la diocesi di Augusta; a sud con le diocesi di Coira, di Sion e di Losanna; ad ovest con la diocesi di Basilea e ancora con quella di Strasburgo.
Sede vescovile era la città di Costanza, dove fungeva da cattedrale la chiesa di Nostra Signora.
Nel 1769 la diocesi, che si estendeva su circa 36.000 km², comprendeva 1.254 parrocchie e 918 cappellanie, 243 abbazie, monasteri e conventi, 37 collegiate e 52 capitoli. La popolazione cattolica raggiungeva circa 900.000 abitanti con 3.774 preti secolari, 2.764 monaci e religiosi, 3.147 religiose.

### Arcidiaconati e decanati
Prima della riforma protestante, la diocesi era suddivisa in 10 arcidiaconati e 67 decanati; questa suddivisione risalirebbe almeno al XII secolo. Dopo il XVI secolo, la suddivisione amministrativa della diocesi subì dei cambiamenti per il passaggio di molte parrocchie e decanati al protestantesimo; nel 1769 la diocesi comprendeva 52 decanati, con lo stesso numero di arcidiaconati.
1. arcidiaconato di Brisgovia: decanati di Friburgo, Endingen, Breisach, Neuenburg e Wiesenthal;
2. arcidiaconato di Kletgau: decanati di Stühlingen, Waldshut e Neukirch; nel 1788 fu eretto un nuovo decanato, quello di St. Blasien, con il territorio dell'abbazia e 9 parrocchie separate dai decanati di Waldshut e di Wiesenthal;
3. arcidiaconato della Foresta Nera: decanati di Stein, Engen, Wurmlingen, Villingen, Rotweil, Ebingen, Haigerloch, Dornstetten, Rotenburg, *Herrenberg, *Böblingen[7], Hechingen, Kannstatt, Meßkirch, Stockach e Reichenau[8];
4. arcidiaconato di Illergau: decanati di Waldsee, Laupheim, Dietenheim e Biberach;
5. arcidiaconato delle Alpi: decanati di *Esslingen, Trochtelfingen, *Reutlingen, *Urach, *Göppingen, Geislingen, Blaubeuren, Ehingen, Munderkingen, Riedlingen, Mengen, Saulgau, *Münsingen e *Kirchheim; dopo la riforma, in sostituzione dei molti decanati soppressi, fu eretto il nuovo decanato di Neuhausen auf den Fildern che raggruppò alcuni villaggi rimasti cattolici;
6. arcidiaconato di Algovia: decanati di Isny, Lindau, Stiefenhofen, Thüringen, Ravensburg e Linzgau; alla fine del XVIII secolo furono eretti due nuovi decanati, Weiler e Bregenz; quest'ultimo raggruppava tutte le parrocchie del Vorarlberg e dei decanati di Lindau, Stiefenhofen e San Gallo;
7. arcidiaconato di Turgovia: decanati di San Gallo, Wihl, Elgau, *Winterthur e Steckborn;
8. arcidiaconato del gau di Zurigo: decanati di Zurigo, Regensberg e *Wetzikon; dopo la riforma, il decanato di Zurigo non fu soppresso, ma prese il nome di Rapperswil;
9. arcidiaconato di Argovia: decanati di Bremgarten, Mellingen, Hochdorf, Willisau, Lucerna, *Aarau, Ruswil e Burgdorf;
10. arcidiaconato di Burgund: decanati di *Winau, *Aarberg e *Münsingen.

Non facevano parte della suddivisione amministrativa diocesana i territori sottoposti all'autorità diretta del principe-vescovo (ossia il principato vescovile), la città di Costanza, le collegiate il cui capitolo era esente dalla giurisdizione episcopale, le abbazie territoriali presenti nel territorio diocesano (le più importanti erano quelle di Reichenau e di Mehrerau).

### Abbazie, conventi e monasteri
Innumerevoli furono gli istituti religiosi o monastici presenti nella diocesi di Costanza. Nel Medioevo divennero dei centri importanti di irradiamento spirituale e culturale: le biblioteche e gli scriptoria di San Gallo e di Reichenau e i pellegrinaggi mariani ad Einsiedeln ebbero una notorietà in tutta Europa. I monasteri nella Foresta Nera contribuirono allo sviluppo agricolo e pastorizio della regione. I movimenti di riforma monastica di Hirsau e di Cluny ebbero largo influsso nei monasteri della diocesi e decine furono i monasteri affiliati (o priorati) a questi due centri di riforma. Oltre una decina furono le abbazie elevate alla dignità di abbazie imperiali. Largo successo ebbero pure i monasteri degli ordini mendicanti, che si svilupparono nelle più importanti città e nelle campagne.
In due occasioni, i monasteri e le abbazie della diocesi ebbero a soffrire. La prima quando si diffuse e si affermò la riforma protestante (XVI secolo), che portò alla sparizione di diversi edifici religiosi o per abbandono o per confisca o semplicemente perché passati al protestantesimo. La seconda con la secolarizzazione dell'inizio Ottocento, che portò alla soppressione della quasi totalità dei conventi monastici.
Tra le diverse abbazie, conventi e monasteri, si ricordano:
- l'abbazia di San Gallo, dell'ordine benedettino, fondata verso il 612, soppressa tra il 1798 e il 1805; la chiesa abbaziale è oggi cattedrale della diocesi di San Gallo;
- l'abbazia di Reichenau, dell'ordine benedettino, fondata nel 724 da san Pirmino, incorporata nei possedimenti dei vescovi di Costanza nel 1510, secolarizzata nel 1803;
- l'abbazia di Einsiedeln, dell'ordine benedettino, fondata nel 934 da sant'Everardo, su una precedente cappella eretta verso l'831/838 da san Meinrado; è ancora oggi sede di una abbazia territoriale;
- l'abbazia benedettina di Mehrerau, fondata nell'XI secolo, passata in seguito ai Cistercensi, è ancora oggi sede di una abbazia territoriale;
- l'abbazia di Fischingen, dell'ordine benedettino, fondata come abbazia doppia nel 1138 dal vescovo di Costanza Ulrico di Castell, soppressa nel 1848, restaurata come priorato nel 1973;
- l'abbazia di Petershausen, dell'ordine benedettino, fondata nel 983 dal vescovo Gebardo di Costanza, e soppressa nel 1802;
- l'abbazia di Engelberg, dell'ordine benedettino, fondata prima del 1120, tuttora esistente;
- l'abbazia di San Giorgio di Stein am Rhein nel canton Sciaffusa, fondata a Hohentwiel nel 960 circa e trasferita a Stein nel 1007, soppressa nel 1525;
- l'abbazia imperiale di San Giorgio a Isny im Allgäu, fondata nel 1042 e soppressa nel 1803;
- l'abbazia di San Biagio nella Foresta Nera, dell'ordine benedettino, fondata nel 943 e soppressa nel 1807; da questa abbazia dipendevano diverse filiali erette nella Foresta Nera;
- l'abbazia di San Pietro nella Foresta Nera, fondata a Weilheim an der Teck nel 1073 e trasferita a Sankt Peter nel 1090, centro di diffusione della riforma di Hirsau, soppressa nel 1806;
- l'abbazia di San Giorgio nella Foresta Nera, fondata tra il 1083 e il 1084, abbandonata durante la riforma protestante, trasferita a Villingen nel XVII secolo, soppressa nel 1806;
- l'abbazia maschile benedettina dei Santi Felice e Regola, chiamata Grossmünster, a Zurigo, fondata attorno all'853 assieme all'abbazia femminile, detta Fraumünster; entrambi gli edifici oggi appartengono alla Chiesa cristiana evangelica riformata;
- l'abbazia di Ochsenhausen, dell'ordine benedettino, fondata nel 1093 come filiale di San Biagio, autonoma dal 1391 circa, soppressa nel 1803;
- l'abbazia di Wiblingen, dell'ordine benedettino, fondata nel 1093, soppressa nel 1803;
- l'abbazia di Blaubeuren, fondata verso il 1085/1090 come monastero doppio (fino al 1348), riformata nel XVI secolo,  soppressa nel 1648;
- l'abbazia di Weingarten, sorto come monastero femminile attorno al 900, divenuta abbazia benedettina nel 1057, soppressa nel 1802 e ristabilita nel 1922;
- l'abbazia benedettina di Alpirsbach, fondata nel 1095, riformata nel 1534-1629, soppressa nel 1648;
- l'abbazia di Beuron, sorta come abbazia agostiniana verso il 1077, soppressa nel 1803 e rifondata come abbazia benedettina nel 1863;
- l'abbazia certosina di Thorberg (comune di Krauchthal nel canton Berna), documentata per la prima volta nel 1175, soppressa nel 1528, oggi sede di un carcere;
- la certosa di Ittingen nel canton Turgovia, fondata nel 1150 dagli Agostiniani, passata ai Certosini nel 1461, devastata nel 1521 e poi rifondata, soppressa definitivamente nel 1848;
- l'abbazia di Säckingen, la più antica abbazia femminile della diocesi, fondata secondo la leggenda verso la fine del V secolo da san Fridolino, attestata storicamente dall'878, trasformata in un capitolo di canonichesse prima dell'XI secolo, e come tale sussistette fino al 1806;
- l'abbazia femminile di Buchau, fondata prima dell'850, trasformata nel XIII secolo in un monastero di canonichesse, soppresso nel 1803.

## Storia

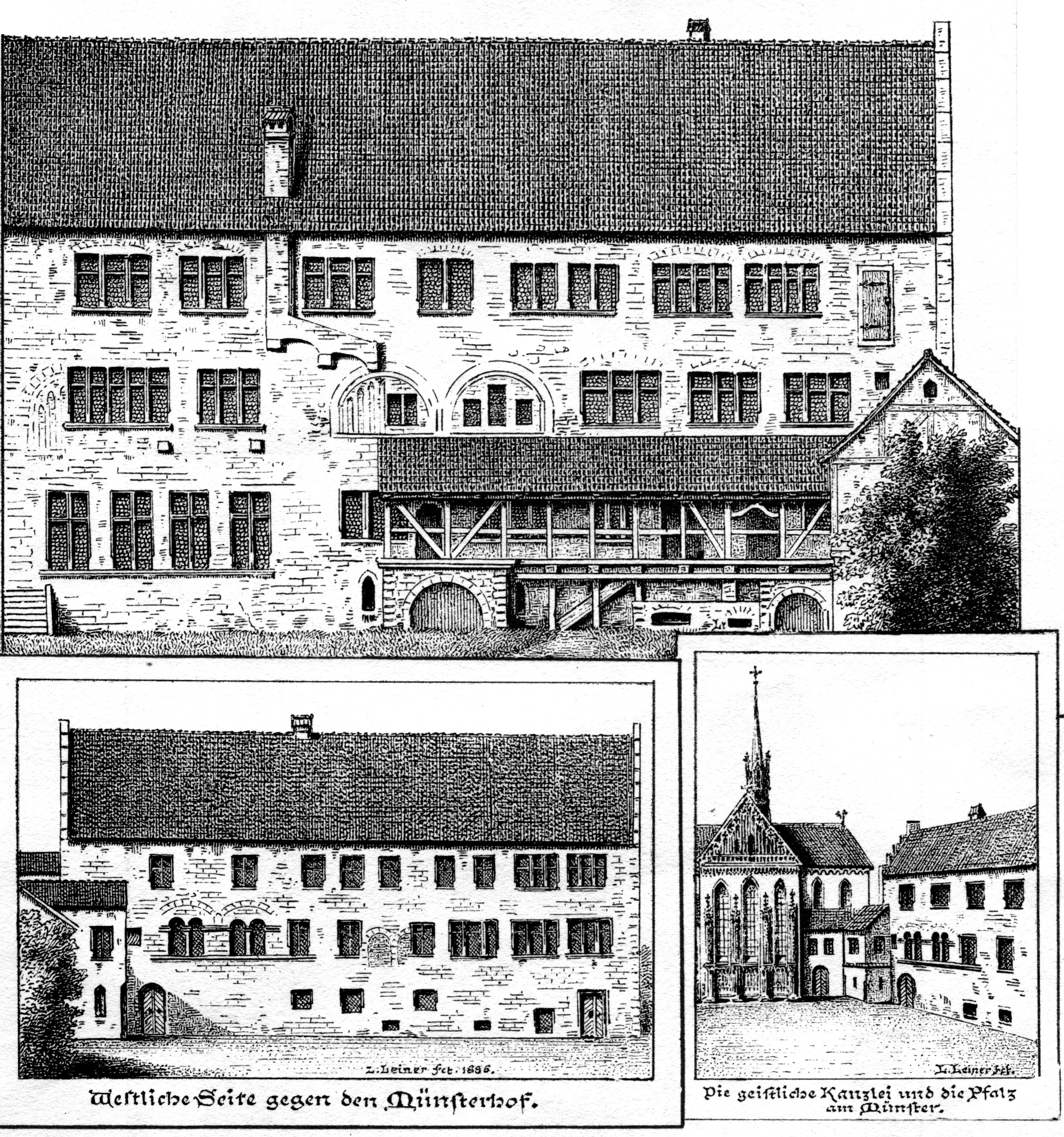
Disegni del palazzo vescovile di Costanza, demolito nel 1830.

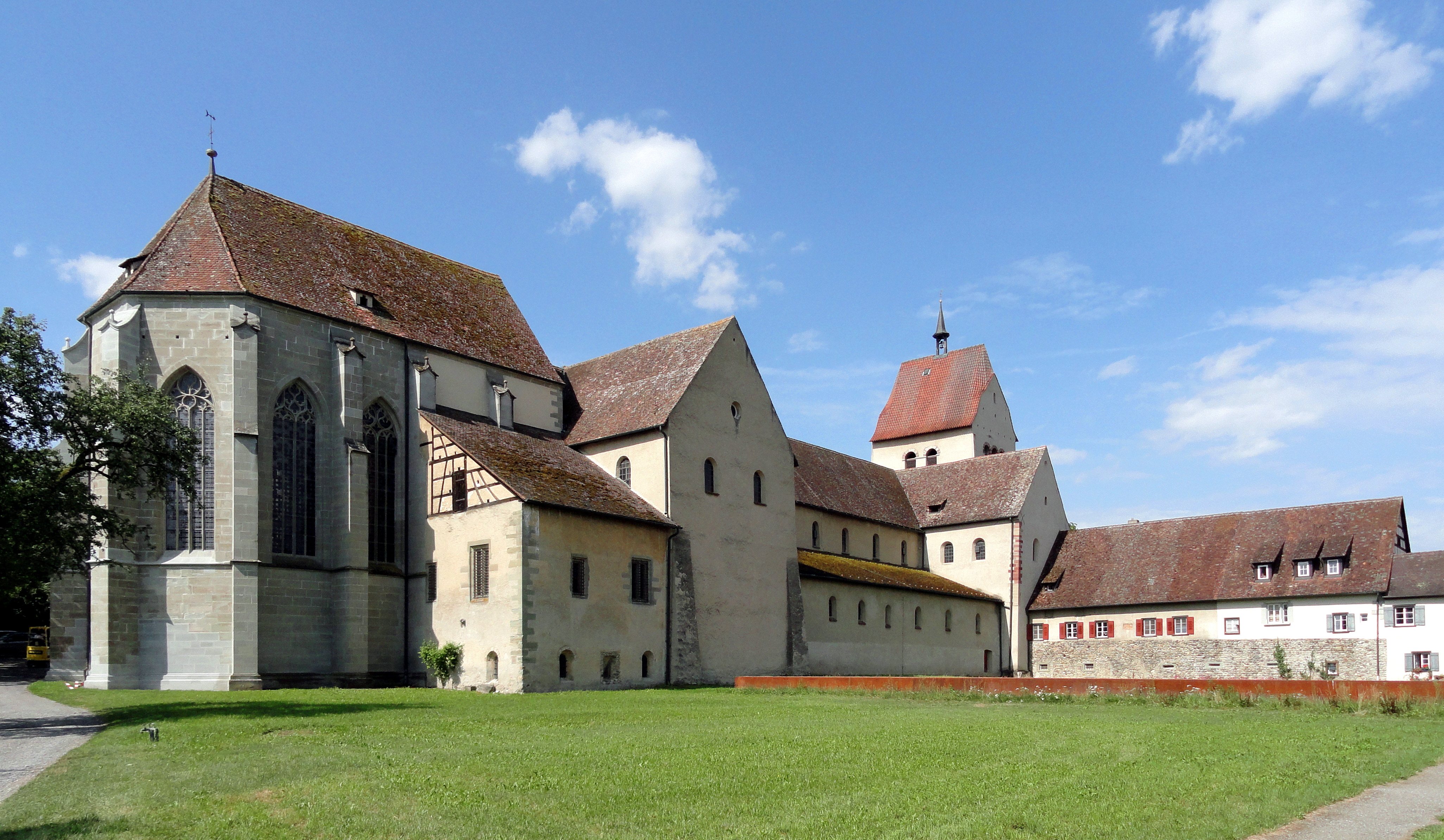
La chiesa dell'abbazia di Reichenau, fondata da san Pirmino nel 724.

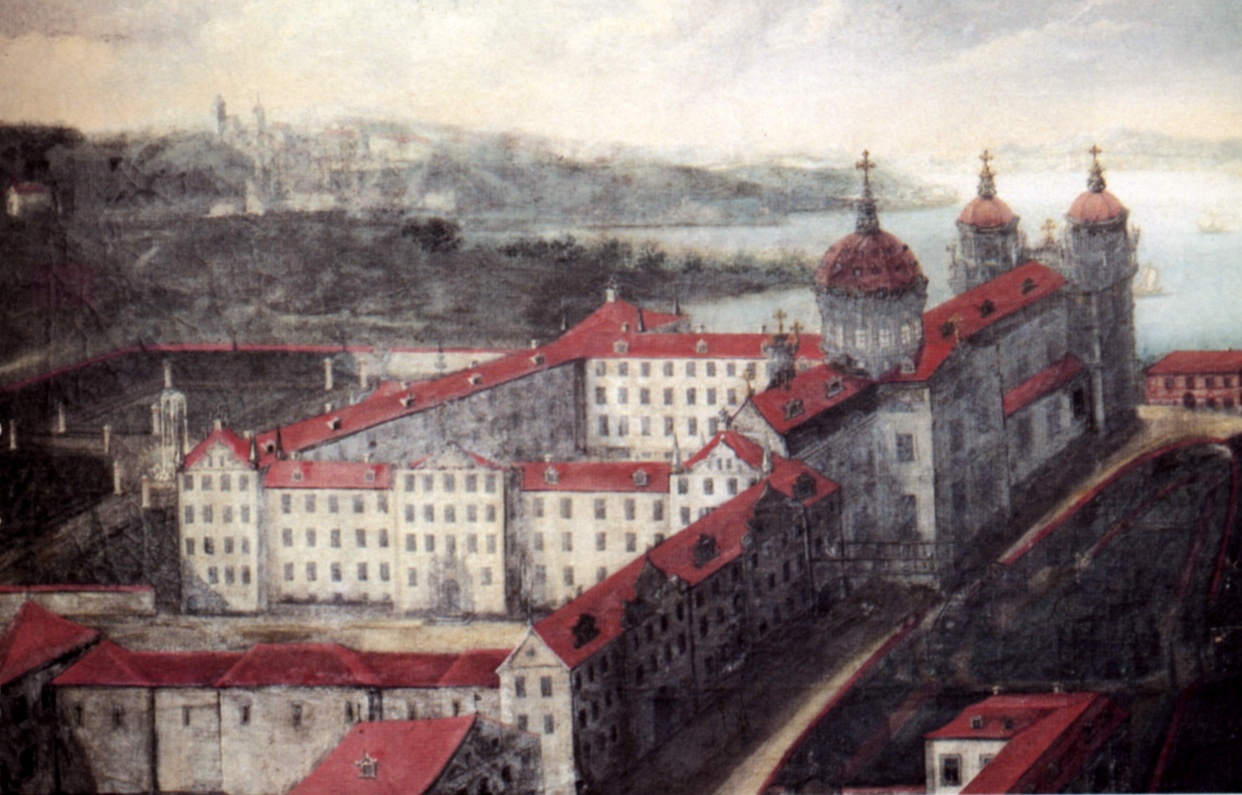
L'abbazia di Petershausen, in una stampa del XVIII secolo, fondata nel 983 dal vescovo di Costanza san Gebardo.

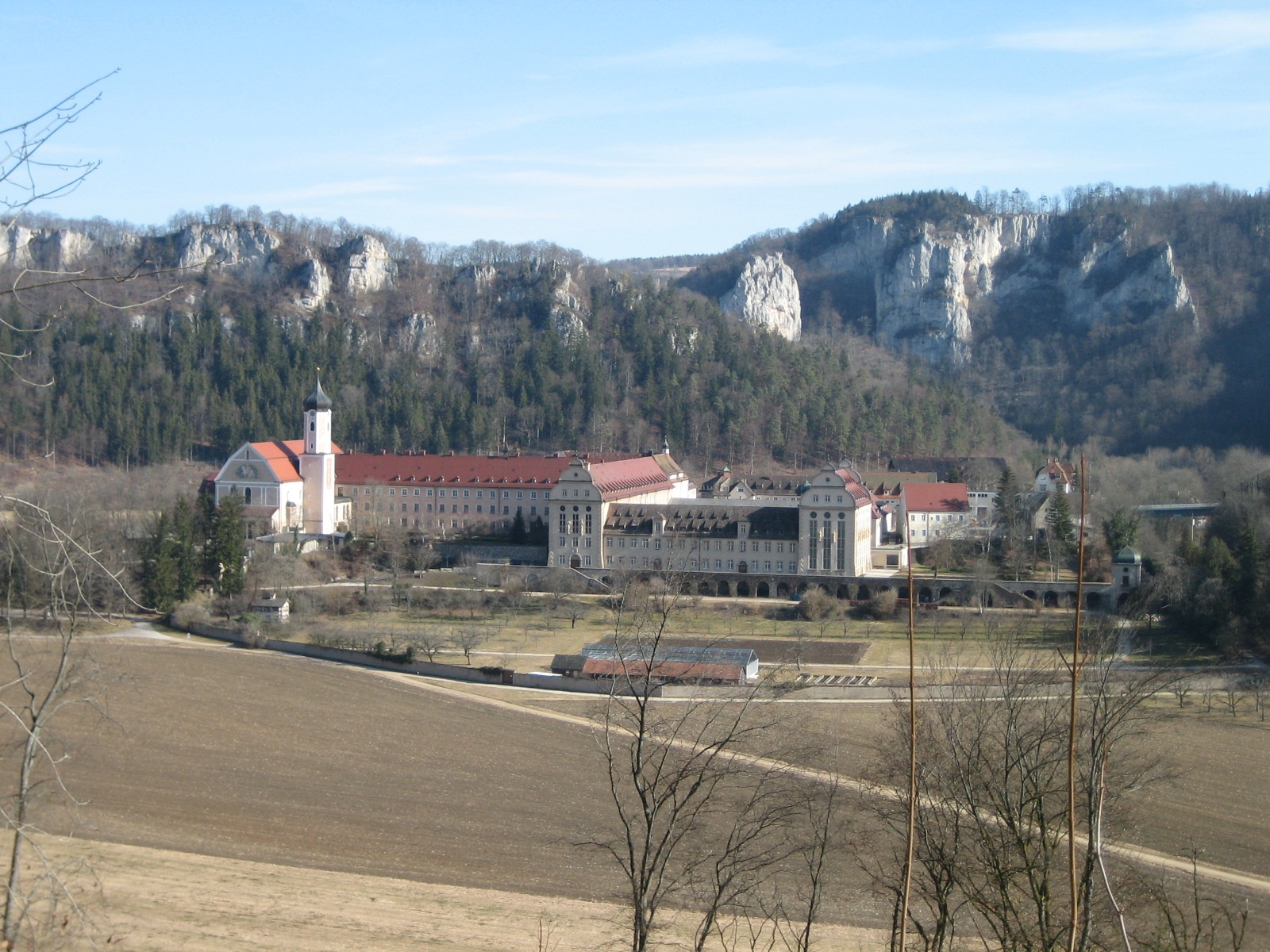
L'abbazia di Beuron fondata nell'XI secolo.

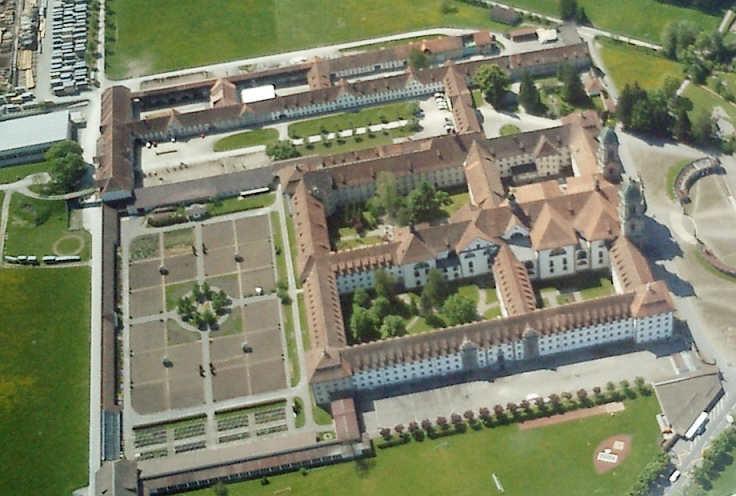
Vista aerea dell'abbazia di Einsiedeln.

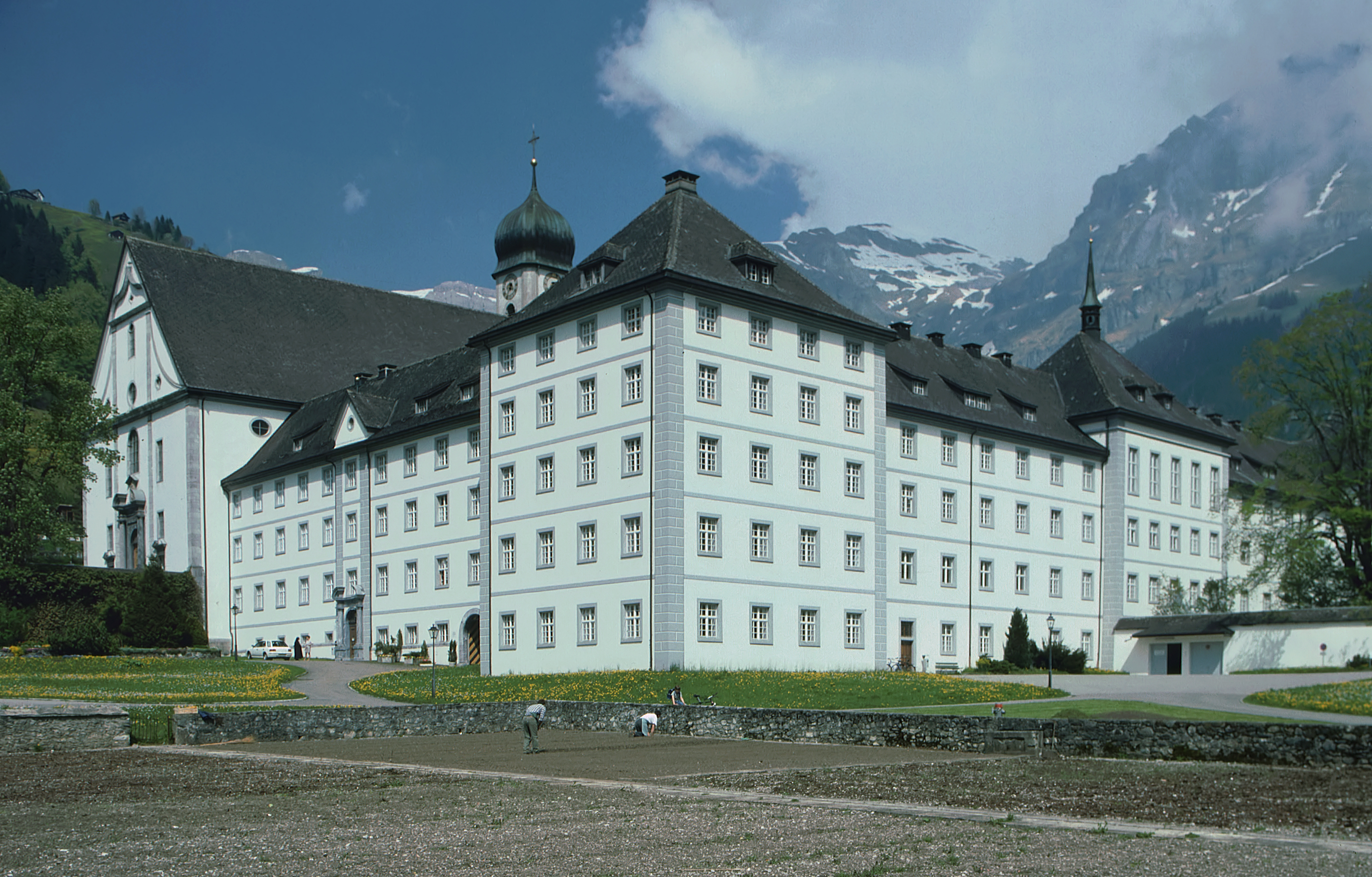
L'abbazia di Engelberg.

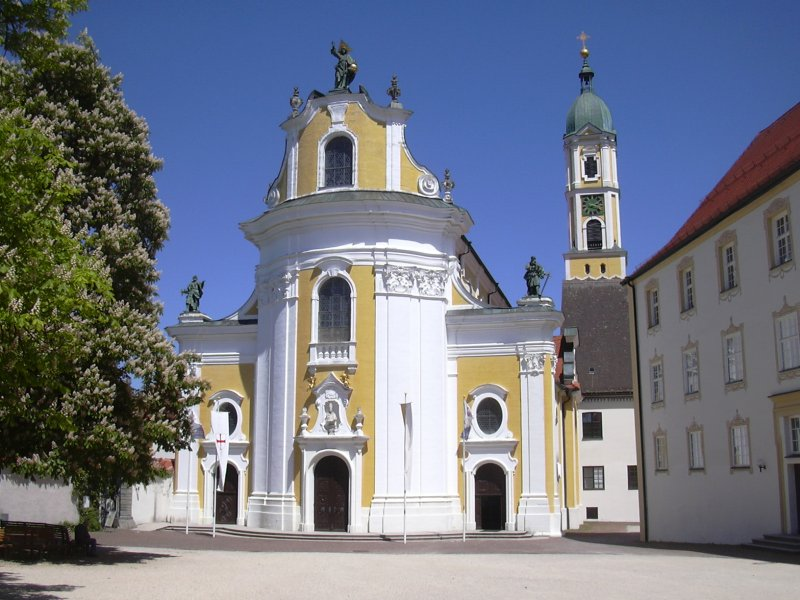
La chiesa dell'abbazia di Ochsenhausen.

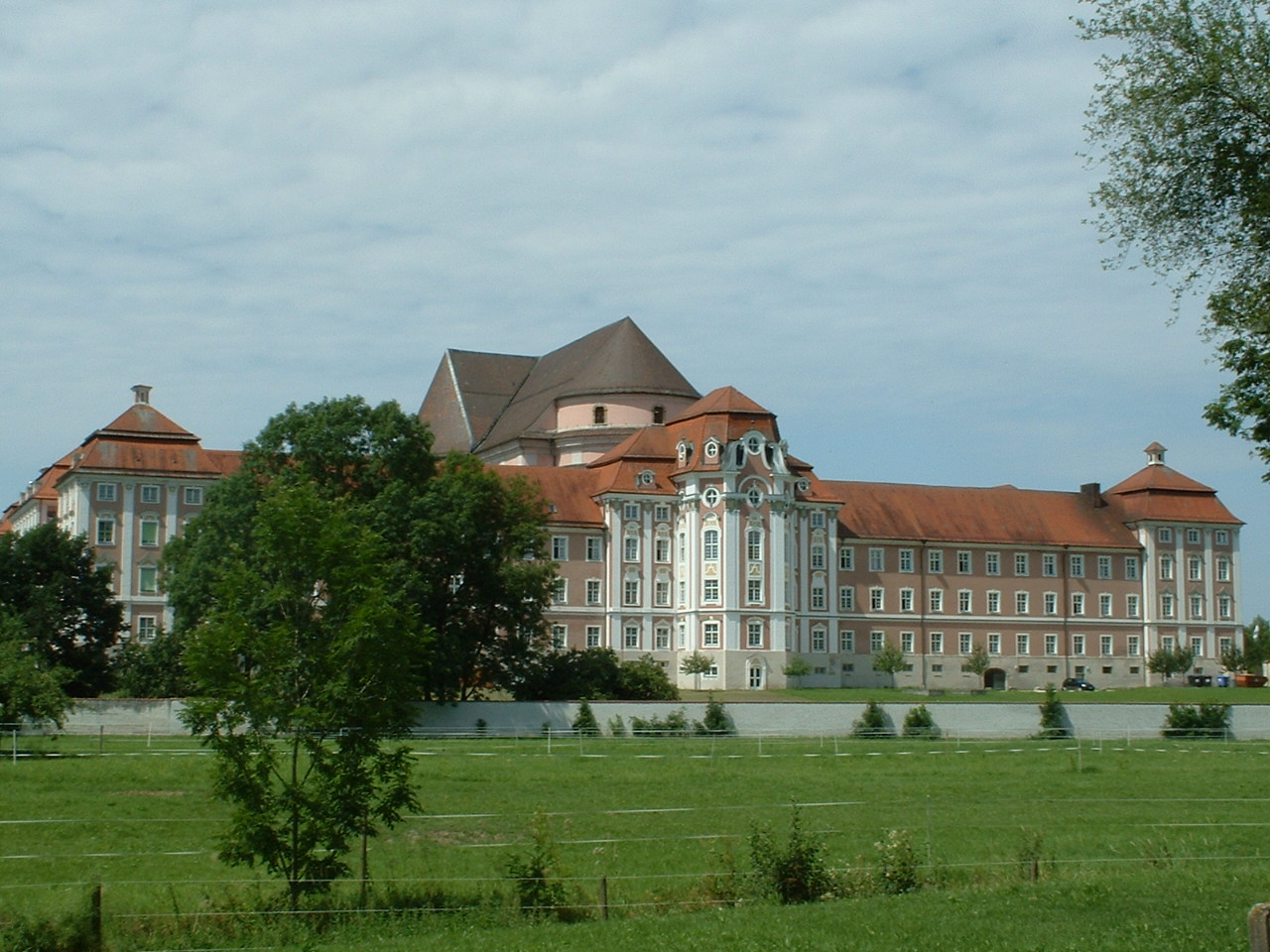
L'abbazia imperiale di Wiblingen.

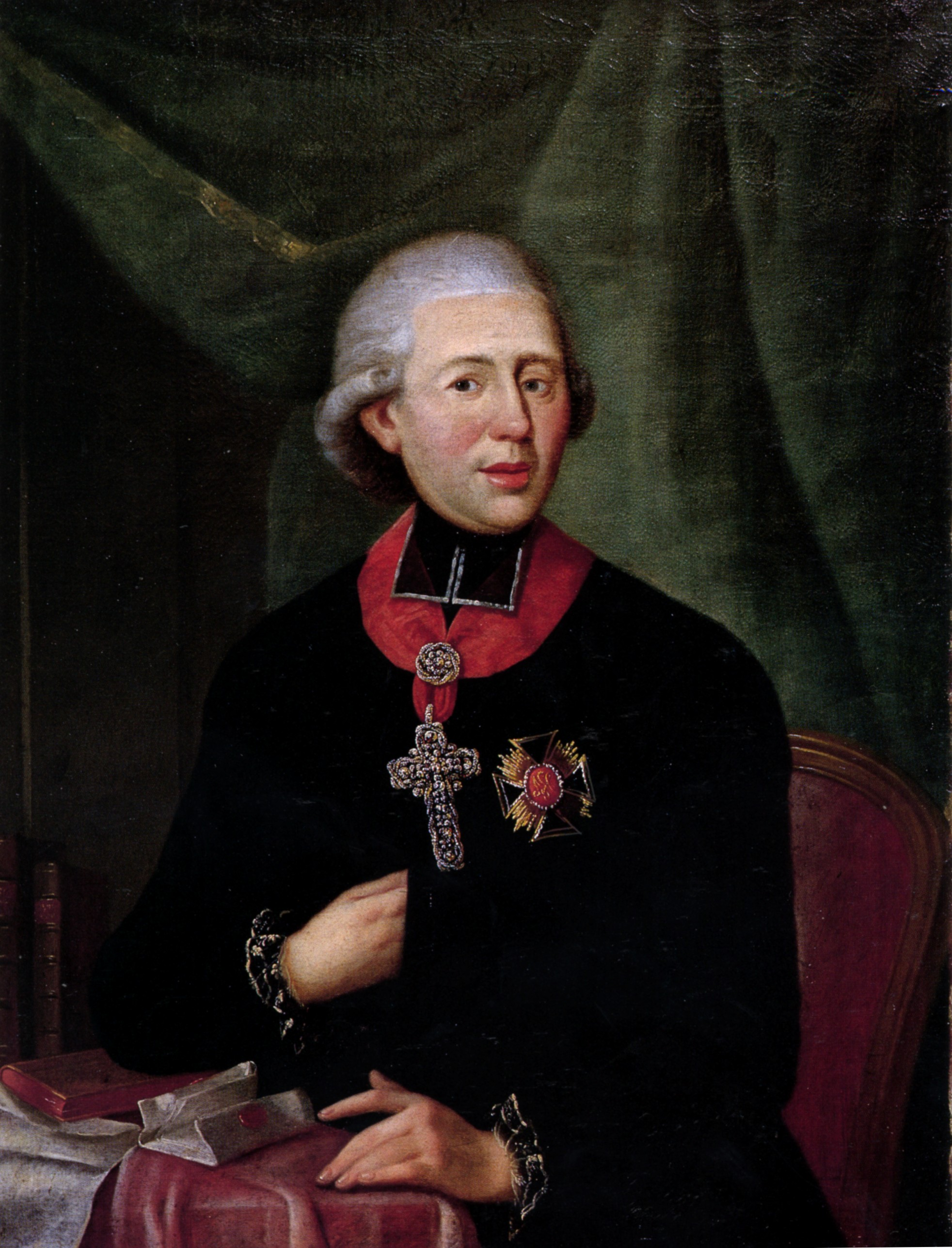
L'ultimo vescovo di Costanza, Karl Theodor von Dalberg, morto nel 1817.

### Le origini
Restano ancora oggi incerte e avvolte nell'oscurità le origini della diocesi di Costanza. La tesi tradizionale, difesa da storici tedeschi ed elvetici a partire dal XVI secolo, sostiene che la diocesi abbia avuto origine dal trasferimento della sede di Vindonissa, l'odierna Windisch, a Costanza. Gli studi di Marius Besson, di Louis Duchesne e di altri studiosi alla fine dell'Ottocento e gli inizi del Novecento hanno smontato questa tesi, dimostrando la continuità nelle cronotassi dei vescovi di Avenches e di Windisch con quelli di Losanna.
Costanza sarebbe perciò sorta: o come creazione ex novo nell'ottica di un avamposto cristiano nella terra occupata dagli Alemanni, ancora pagani; o come smembramento dell'antica civitas Helvetiorum, con l'assegnazione della parte romanizzata alla diocesi di Losanna e della parte occupata dagli Alemanni a Costanza, territorio quest'ultimo che si spingeva a nord ben oltre il vecchio limes romano. Questa tesi è quella oggi maggiormente adottata dagli storici e sostenuta dagli autori di Helvetia Sacra, di Germania Sacra e del Dizionario storico della Svizzera.
Incerto è anche il periodo in cui sarebbe sorta la diocesi di Costanza. La tesi tradizionale, riconoscendo come primo vescovo Bubulco  di Windisch (517), ammetteva un'origine tardo-antica, tra la fine del V secolo e l'inizio del VI, della diocesi di Vindonissa e il suo trasferimento a Costanza nel terzo quarto del VI secolo. Oggi si ammette la fondazione della diocesi di Costanza tra la fine del VI e l'inizio del VII secolo, con l'affermarsi dei confini definitivi tra le varie tribù germaniche. La Series episcoporum Constantiensium, redatta nel XII secolo, riporta un elenco iniziale di vescovi non documentabili con certezza; il primo vescovo storicamente documentato è Auduino, morto nel 736. Dall'VIII secolo la diocesi entrò a far parte della provincia ecclesiastica dell'arcidiocesi di Magonza.

### L'epoca medievale e moderna
A partire solamente dall'epoca carolingia la diocesi assunse quella fisionomia che manterrà fino alla sua soppressione. In quest'epoca, essa fu governata da eminenti pastori, due dei quali furono canonizzati, san Corrado, patrono della diocesi, e san Gebardo. Tra i vescovi si distinsero: Salomone I († 871), che riconobbe l'esenzione dell'abbazia di San Gallo e fu incaricato di diverse missioni diplomatiche da Ludovico il Germanico; e il nipote Salomone III († 920), che intervenne con energia nelle competizioni politiche del suo tempo, edificò le mura di Costanza che resistettero nel 926 all'assalto degli Ungari, e fece costruire diverse chiese e una nuova residenza episcopale.
La lotta per le investiture nell'XI secolo causò uno scisma, originato dall'opposizione del vescovo Otto von Lierheim (1071-1086) ad attuare nella sua diocesi le riforme volute da papa Gregorio VII per l'intera Chiesa cattolica. La scomunica di Otto nel 1080 originò una doppia serie episcopale, una alleata con l'imperatore e l'altra fedele ai papi di Roma. Tra i vescovi romani si distinse in particolare Gebhard von Zähringen il quale, con l'appoggio delle grandi abbazie presenti nel territorio diocesano, riuscì a propagare la riforma gregoriana lottando contro la simonia, a favore del celibato ecclesiastico, e nella fondazione di nuovi monasteri.
In un privilegio dell'imperatore Federico I del 1155 è contenuta la prima attestazione delle proprietà dei vescovi di Costanza e dunque l'esistenza di un principato vescovile, pienamente formato nel XIII secolo. Esso era uno dei più piccoli dell'Impero e consisteva essenzialmente in diritti e località a nord e a sud del lago di Costanza e dell'alto corso del Reno. Con la riforma protestante i territori del principato si compattarono con l'annessione dell'abbazia di Reichenau.
La diocesi visse un altro momento di divisione in occasione dello scisma d'Occidente, durante il quale essa si trovò divisa fra le due obbedienze. Aderirono al papa di Roma la maggior parte dei cantoni svizzeri e le sue principali città (Zurigo e Lucerna) e la regione orientale della diocesi con l'abbazia di San Gallo; parteggiarono invece per i papi avignonesi i territori sottomessi agli Asburgo, alcune città minori svizzere e tedesche (Sciaffusa, Aarau, Friburgo in Brisgovia, Winterthur) e la maggior parte dei monasteri della Foresta Nera e dell'Argovia. Tra i due partiti ebbe la meglio quello romano, soprattutto perché il vescovo avignonese Henri Péyer governò la diocesi come amministratore, ma non mettendovi più piede dopo la sua nomina a Valence. Lo scisma fu risolto proprio a Costanza, con la convocazione da parte dell'imperatore Sigismondo di un concilio che riportò l'unità nella Chiesa occidentale.
Il XVI secolo vide l'affermarsi in molti ambienti e settori della diocesi della riforma protestante, grazie alle idee di Martin Lutero provenienti da nord, ma soprattutto grazie all'affermarsi al suo interno di un movimento riformatore originato dal pensiero e dalla teologia di Ulric Zwingli, predicatore della collegiata di Zurigo. I vescovi di questo periodo, Hugo von Hohenlandenberg, Johann von Lupfen e Johann von Weeze, non furono in grado di affrontare le spinte riformistiche e a nulla valsero le vittorie militari della lega cattolica su quella protestante per fermarle. La diocesi, pur mantenendo la sua integrità territoriale e strutturale, vide il passaggio alla riforma di molte parrocchie, monasteri e abbazie, sia nella parte svizzera che in quella tedesca; la stessa città episcopale passò ai riformati. In questo contesto, nell'agosto 1526 il vescovo Hugo von Hohenlandenberg e il capitolo della cattedrale abbandonarono Costanza e si rifugiarono il primo a Meersburg e il secondo a Radolfzell. Il vescovo rimase a Meersburg fino alla soppressione della diocesi, mentre il capitolo ritornò a Costanza dopo il passaggio della città all'Austria e il conseguente ripristino della fede cattolica (1548).
Con l'affermarsi della riforma, la diocesi si trovò trasformata in un puzzle confessionale. In ogni arcidiaconato le posizioni cattoliche erano per lo più minoritarie: 17 decanati erano rimasti cattolici, 16 erano passati interamente alla riforma, gli altri decanati erano divisi fra le due confessioni; passarono alla nuova fede 658 parrocchie e 33 tra monasteri e abbazie. La controriforma cattolica, grazie all'opera dei Cappuccini e dei Gesuiti, riuscì a riportare alla fede cattolica un buon numero di parrocchie, ma non a ristabilire l'unità nella diocesi.
Contestualmente al propagarsi della riforma protestante, si sviluppò, nei cantoni rimasti cattolici della Svizzera, un movimento separatista con lo scopo di erigere una nuova diocesi nei suddetti territori distinta da quella di Costanza. A capo di questo movimento si posero le grandi abbazie elvetiche, in particolare quelle di Einsiedeln e di San Gallo, che, a causa della lontananza del vescovo, esercitavano di fatto la giurisdizione sui territori circostanti. Questo comportò l'insorgere di un lungo e penoso conflitto tra vescovi e abati, in particolare quello di San Gallo, che si concluse solo nel 1613; le controversie fra vescovi e abati di San Gallo furono riprese nel Settecento.
L'applicazione dei decreti del concilio di Trento fu ostacolata dalla grandezza della diocesi e dalla rivalità fra le fazioni cattoliche. Le visite pastorali erano pressoché impossibili e nella parte svizzera furono demandate agli abati di San Gallo; e il seminario fu aperto a Meersburg solo nel 1735 grazie all'opera del vescovo Johann Franz Schenk von Stauffenberg.

### La soppressione
La situazione politica europea alla fine del Settecento, la rivoluzione francese, la Reichsdeputationshauptschluss del 1803 e il congresso di Vienna del 1815 causarono la fine della diocesi di Costanza. In particolare la soppressione del Sacro Romano Impero portò alla divisione del territorio diocesano fra due nuove entità politiche, la Confederazione germanica e la Svizzera; per il principio della territorialità delle Chiese, quella di Costanza non poteva più sopravvivere.
Questi i passi più importanti che portarono alla sua soppressione:
- Nel 1802, il vescovo perse il potere temporale e il soppresso principato vescovile di Costanza divenne parte dello stato tedesco del granducato di Baden.
- Nel 1814 la parte svizzera, fu staccata dalla diocesi ed affidata in amministrazione a Franz Bernhard Göldlin von Tiefenau, prevosto di Beromünster; in seguito questo territorio fu spartito fra le diocesi di Coira e di Basilea.
- Con la nascita della Confederazione germanica (1815), la parte tedesca della diocesi si trovò divisa fra gli stati del Baden, del Württemberg, di Hohenzollern-Sigmaringen, di Hohenzollern-Hechingen, di Baviera e dell'impero austriaco.
- Il 10 febbraio 1817 morì l'ultimo vescovo di Costanza, Karl Theodor von Dalberg. Il capitolo elesse come amministratore il suo vicario generale, Ignaz Heinrich von Wessenberg, il quale tuttavia, per le sue posizioni liberali, non fu riconosciuto dalla Santa Sede.
- Nel 1817 la parte della diocesi che ricadeva nello Stato del Württemberg fu eretta provvisoriamente in vicariato generale, con sede dapprima ad Ellwangen e poi, nello stesso anno, a Rottenburg. Nel 1821 questa parte della diocesi di Costanza entrò a far parte della diocesi di Rottenburg.
- Nel 1818, con la bolla Ex imposito, papa Pio VII progettò l'erezione della diocesi di Feldkirch, alla quale annesse il decanato di Bregenz, ossia tutte le parrocchie di Costanza nel Vorarlberg. In realtà questo progetto non andò in porto, ed il territorio del Vorarlberg fu annesso a quello della diocesi di Bressanone. Nello stesso anno, la porzione di territorio di Costanza che rientrava nel regno di Baviera, fu annessa alla diocesi di Augusta.
- Dopo queste disposizioni, alla diocesi di Costanza rimanevano solo i territori dipendenti dagli Stati del Baden e degli Hohenzollern.
- Il 16 agosto 1821, con la bolla Provida solersque, fu eretta, nei territori suddetti, l'arcidiocesi di Friburgo in Brisgovia. Contrariamente a una vecchia consuetudine ecclesiastica, il titolo di Costanza non vi fu trasferito, per cui, da questo momento, l'antica diocesi di Costanza venne formalmente soppressa. Tuttavia, a causa della mancanza di un accordo sulla nomina del vescovo, von Wessenberg continuò ad amministrare questo territorio fino alla nomina del primo arcivescovo di Friburgo, Bernhard Boll, nel 1827.

## Cronotassi dei vescovi
Il più antico catalogo dei vescovi di Costanza, la Series episcoporum Constantiensium, risale al XII secolo e si apre con un elenco di una quindicina di nomi per lo più sconosciuti e non documentati storicamente, ad eccezione di alcuni di loro menzionati nella vita di san Gallo e nelle tradizioni legate a questo santo, sulla cui storicità tuttavia non tutti gli storici sono unanimi.
La presente cronotassi segue quella proposta da Helmut Maurer nell'opera Das Bistum Konstanz 5. Die Konstanzer Bischöfe, adottata anche dal Dizionario storico della Svizzera.
- Massimo † (fine VI secolo)
- Ruodelo † (fine VI secolo)
- Ursino † (fine VI secolo - inizio VII secolo)
- Gaudenzio † (? - circa 612/613 deceduto)[21]
- Giovanni I † (tra il 615 e il 629/639)[21]
- Marziano † (tra il 629 e il 639)[22]
- Otardo † (metà del VII secolo)
- Pictavo † (metà del VII secolo)
- Severio † (metà del VII secolo)
- Astropio † (metà del VII secolo)
- Giovanni II † (metà del VII secolo)[23]
- Bosone † (seconda metà del VII secolo)[21]
- Gandolfo † (seconda metà del VII secolo)
- Fedele † (seconda metà del VII secolo)
- Teobaldo † (seconda metà del VII secolo)
- Auduino † (? - 736 deceduto)[23]
- Arnefrido (o Ernfrido) † (circa 736 - circa 746)
- Sidonio † (746 - 760)[24]
- Giovanni III † (760 - luglio 782 deceduto)[25]
- Egino † (782 - 811)
- Wolfleoz † (811 - 15 marzo 838 o 839 deceduto)
- Salomone I † (838 o 839 - 3 gennaio 871 deceduto)
- Pateco † (871 - 4 dicembre 871 deceduto)
- Gebardo I † (874 - 875)
- Salomone II † (875/876 - 23 dicembre 889 deceduto)
- Salomone III † (890 - 5 gennaio 919 o 920 deceduto)
- Notingo † (919 o 920 - 934 deceduto)
- San Corrado di Altdorf † (935 - 26 novembre 975 deceduto)
- Gaminolfo † (975 - 22 maggio 979 deceduto)
- San Gebardo di Costanza † (979 - 26 agosto 995 deceduto)
- Lamberto † (995 - 16 maggio 1018 deceduto)
- Rudhart † (1018 - 28 agosto 1022 deceduto)
- Heimo † (1022 - 18 marzo 1026 deceduto)
- Warmann (Warmund) von Dillingen † (1026 - 13 agosto 1034 deceduto)
- Eberhard von Kyburg-Dillingen † (1034 - 25 dicembre 1046 deceduto)
- Theoderich † (1047 - 22 giugno 1051 deceduto)
- Rumold von Bonstetten † (1051 - 4 novembre 1069 deceduto)
- Siegfried † (1069)
- Karlmann † (1070 - 27 dicembre 1071 deceduto)
- Otto von Lierheim † (1071 - 1080 deposto)
- Vescovi imperiali:
  - Ottone di Lierheim † (1080 - circa 1086 deceduto)
  - Rupert †
  - Arnoldo di Heiligenberg † (1092 - 1112)
- Vescovi papali:
  - Bertolf † (1080 - circa 1084)
  - Gebeardo III di Zähringen † (1084 - 12 novembre 1110 deceduto)
- Ulrico I di Kyburg-Dillingen † (1111 - 27 agosto 1127 deceduto)
- Ulrich von Castell † (1127 - 1138 dimesso)
- Hermann von Arbon † (1138 - 20 novembre 1165 deceduto)
- Otto von Habsburg † (1165 - 1174 dimesso)
- Berthold von Bußnang † (1174 - 22 maggio 1183 deceduto)
- Hermann von Friedingen † (1183 - 1º settembre 1189 deceduto)
- Diethelm von Krenkingen † (prima del 15 luglio 1190 - 12 aprile 1206 deceduto)
- Wernher von Staufen † (30 settembre 1206 - 1208 deceduto)
- Konrad von Tegerfelden † (prima del 16 aprile 1209 - 19 febbraio 1233 deceduto)
- Heinrich von Tanne † (1233 - 25 agosto 1248 deceduto)
- Eberhard von Waldburg † (3 settembre 1248 - 20 febbraio 1274 deceduto)
- Rudolf von Habsburg-Laufenburg † (1º agosto 1274 - 3 aprile 1293 deceduto)
- Heinrich von Klingenberg † (9 agosto 1293 - 12 settembre 1306 deceduto)[26]
- Gerhard von Bevar † (5 dicembre 1307 - 19 agosto 1318 deceduto)[27]
  - Sede vacante (1318-1322)
- Rudolf von Montfort-Feldkirch  † (1º ottobre 1322 - 27 marzo 1334 deceduto)
- Nikolaus von Frauenfeld[28] † (13 aprile 1334 - 25 luglio 1344 deceduto)
- Urich Pfefferhardt † (19 ottobre 1345 - 24 novembre 1351 deceduto)
- Johann Windlock † (18 gennaio 1353 - 21 gennaio 1356 deceduto)[29]
- Heinrich von Brandis, O.S.B. † (15 maggio 1357 - 22 novembre 1383 deceduto)[30]
- Obbedienza avignonese:
  - Mangold von Brandis, O.S.B. † (24 ottobre 1384 - 9 novembre 1386 deceduto)
  - Henri Péyer (Bayler) † (22 marzo 1387 - 15 giugno 1388 nominato vescovo di Valence)
  - Henri Péyer (Bayler) † (3 luglio 1388 - 1407 dimesso) (amministratore apostolico)
- Obbedienza romana:
  - Nikolaus von Riesenburg † (circa giugno 1383 - prima del 4 maggio 1388 nominato vescovo di Olomouc)
  - Burkhard von Hewen † (20 maggio 1388 - 30 settembre 1398 deceduto)
  - Friedrich von Nellenburg † (16 ottobre 1398 - 26 ottobre 1398 dimesso)
  - Marquard von Randegg † (10 dicembre 1398 - 28 dicembre 1406 deceduto)
  - Albrecht Blarer † (gennaio 1407 - 1410 dimesso)
- Otto von Hachberg † (10 dicembre 1410 - 1434 dimesso)
- Friedrich von Zollern † (6 settembre 1434 - 30 luglio 1436 deceduto)
- Heinrich von Hewen † (19 settembre 1436 - 1º settembre 1462 deceduto)
- Burkhard von Randegg † (14 gennaio 1463 - 13 aprile 1466 deceduto)
- Hermann von Breitenlandenberg † (2 giugno 1466 - 20 settembre 1474 deceduto)
- Ludwig di Friburgo † (20 settembre 1474 succeduto - prima del 1º agosto 1479 dimesso)
- Otto von Sonnenberg † (10 novembre 1480 - 21 marzo 1491 deceduto)
- Thomas Berlower (Thomas von Cilli) † (9 settembre 1491 - 25 aprile 1496 deceduto)
- Hugo von Hohenlandenberg † (29 luglio 1496 - 5 gennaio 1529 dimesso)
- Balthasar Merklin † (9 marzo 1530 - 28 maggio 1531 deceduto)
- Hugo von Hohenlandenberg † (30 agosto 1531 - 7 gennaio 1532 deceduto) (per la seconda volta)
- Johann von Lupfen † (16 dicembre 1533 - 16 ottobre 1537 dimesso)
- Johann von Weeze † (14 luglio 1538 - 13 giugno 1548 deceduto)
- Christoph Metzler † (20 marzo 1549 - 11 settembre 1561 deceduto)
- Mark Sittich von Hohenems † (24 ottobre 1561 - 1589 dimesso)
- Andrea d'Austria † (31 luglio 1589 - 12 novembre 1600 deceduto)
- Johann Georg von Hallwyl, S.I.  † (18 giugno 1601 - 11 gennaio 1604 deceduto)
- Johann Jakob Fugger † (5 maggio 1604 - 24 gennaio 1626 deceduto)
- Sixt Werner von Altensumerau und Prasberg † (27 maggio 1626 - 15 novembre 1627 deceduto)
- Johann von Waldburg † (10 luglio 1628 - dicembre 1644 deceduto)
- Franz Johann von Altensumerau und Prasberg † (28 maggio 1646 - 7 marzo 1689 deceduto)
- Marquard Rudolf von Rodt † (6 marzo 1690 - 10 giugno 1704 deceduto)
- Johann Franz Schenk von Stauffenberg † (26 gennaio 1705 - 24 gennaio 1737 succeduto vescovo di Augusta)
- Damian Hugo von Schönborn-Buchheim † (24 gennaio 1737 succeduto - 19 agosto 1743 deceduto)
- Kasimir Anton von Sickingen † (3 febbraio 1744 - 30 agosto 1750 deceduto)
- Franz Konrad von Rodt † (15 marzo 1751 - 16 ottobre 1775 deceduto)
- Maximilian Christof von Rodt † (15 aprile 1776 - 17 gennaio 1800 deceduto)
- Karl Theodor von Dalberg † (17 gennaio 1800 succeduto - 10 febbraio 1817 deceduto)
  - Sede vacante (1817-1821)
  - Sede soppressa